# Otto von Porat
Otto von Porat (* 29. September 1903 in Älmhult, Schweden; † 14. Oktober 1982 in Bærum, Norwegen) war ein norwegischer Schwergewichtsboxer.

## Leben
Otto von Porat wurde 1903 in eine unabhängige, wohlhabende Familie auf dem familieneigenen Gut im schwedischen Älmhult geboren. Von Porat und seine drei Brüder wurden als Kinder von einem englischen Privatlehrer unterrichtet, so dass er neben Englisch auch Dänisch, Norwegisch, Schwedisch, Deutsch und Französisch flüssig zu sprechen lernte. Im jungen Alter zog Von Porat mit seiner Familie nach Kopenhagen, sein Vater baute dort in den folgenden Jahren eine Niederlassung der Berlitz Sprachschulen auf. 1914 siedelten die Von Porats dann nach Oslo um, wo sein Vater beträchtliche maritime Investitionen tätigte. Bedingt durch den Ersten Weltkrieg ging das Vermögen der Familie jedoch rasch verloren, so dass die Kinder gezwungen waren, sich Arbeit zu suchen. Während seiner Tätigkeit als Angestellter in bei einem Schiffsspediteur in Oslo begann sich Otto von Porat für das Boxen zu interessieren.

## Amateur
Sein größter Erfolg als Amateurboxer war der Gewinn der Goldmedaille im Schwergewicht bei den Olympischen Spielen 1924 in Paris. Er besiegte dabei den Australier Charles Jadine, den Italiener Ricardo Bertazzolo, Alfredo Porzio aus Argentinien und im Finale den Dänen Søren Petersen.

## Profi
1926 wurde Von Porat in den USA Profi. Er boxte hauptsächlich in Minneapolis und Chicago, hatte aber nur durchwachsenen Erfolg. Im November 1928 und im Januar 1930 kämpfte er im New Yorker Madison Square Garden gegen Paolino Uzcudun und verlor jeweils über zehn Runden nach Punkten. Battling Levinsky konnte er vorzeitig schlagen, gegen Young Stribling kämpfte er zwei Mal: 1927 verlor er nach Punkten, 1930 ging er in der ersten Runde KO. Auch den Profikampf mit seinem Finalgegner von Paris, Søren Petersen, konnte er vorzeitig gewinnen. Am 28. August 1931 gewann er in Stockholm durch technischen Ko in der ersten Runde gegen den Schweden Harry Persson die skandinavische Schwergewichtsmeisterschaft. 1934 beendete er seine Karriere.